# Ionuț Gheorghe
Ionuț Gheorghe (Constanza, 29 de febrero de 1984) es un deportista rumano que compitió en boxeo.
Participó en dos Juegos Olímpicos de Verano, en los años 2004 y 2008, obteniendo una medalla de bronce en Atenas 2004, en el peso superligero. Ganó una medalla de bronce en el Campeonato Europeo de Boxeo Aficionado de 2006, en el mismo peso.

## Palmarés internacional
| Juegos Olímpicos   | Juegos Olímpicos   | Juegos Olímpicos  | Juegos Olímpicos |
| Año                | Lugar              | Medalla           | Categoría        |
| ------------------ | ------------------ | ----------------- | ---------------- |
| 2004               | Atenas (Grecia)    | Medalla de bronce | 64 kg            |
| Campeonato Europeo |                    |                   |                  |
| Año                | Lugar              | Medalla           | Categoría        |
| 2006               | Plovdiv (Bulgaria) | Medalla de bronce | 64 kg            |